# قاضی سعید قمی
محمد سعید بن محمد مفید قمی معروف به قاضی سعید قمی (۱۰۷۱–۱۰۱۲ خورشیدی) فیلسوف، مجتهد، مرجع تقلید شیعه و محدث قرن دوازدهم هجری بود. وی یکی از فیلسوفان مکتب قم است.

## زندگانی
وی در قم زاده شد. پدر وی، محمد فقیه قمی، نیز حکیم بود. زمانی که قاضی جوان بود دوران اولیه تحصیل را در قم سپری کرد. وی در دوران صفوی زندگی می‌کرد و طبیب شخصی شاه عباس صفوی بود. وی با عنوان حکیم کوچک نامبردار است. از آن جا که در قم بعنوان قاضی کار می‌کرد به اسم قاضی مشهور شد. پدر وی به او طب و فلسفه یاد داد.

## استادان
او شاگرد تعدادی از شاگردان ملاصدرا بود. در حکمت شاگرد ملا رجب‌علی تبریزی و در علوم دینی و حقیقی شاگرد ملا محسن فیض کاشانی بود. استاد دیگر وی عبدالرزاق لاهیجی بود.

## آثار
مهم‌ترین اثر وی شرح و تاویل احادیث اهل‌بیت است. شرح توحید صدوق، اربعین (الأربعون) و رساله حقیقت الصلوة (اسرارالصلاة) از دیگر آثار اوست.
ترجمه کتاب فارسی فی الحکمة (اثر ملا رجب‌علی تبریزی) که قاضی سعید قمی آن را با عنوان البرهان القاطع و النور الساطع به عربی برگردانده است.
- دیوان قاضی سعید قمی[۵]
- حاشیه اثر لوجیای ارسطو[۶]
- حاشیه شرح اشارات خواجه[۶]

## شاگردان
1. ابوالشرف محمّد مهدی بن علی نقی بن نعمة الله حسینی قمی متخلّص به توحید (م پس از ۱۱۱۶هـ.ق)
2. صفی الدّین محمّدبن محمّدهاشم حسینی قمی، نویسنده خلاصةالبلدان در سنه ۱۰۷۹ که در همان کتاب از قاضی سعید قمی (که در آن زمان حدود ۳۰ سال داشته و هنوز به قضاوت قم گمارده نشده بود) به (عالی حضرت میرزایی، صاحبی، استادی و میرزامحمّدسعید حکیم مدظله السامی) یاد می کند.
3. محمّدباقربن ملاّعبدالرّزّاق فیّاض لاهیجی و برادر میرزاحسن لا هیجی، در بحث از ملاعبدالرزاق لاهیجی، ذکر وی گذشت.
4. ملاّمحمّدکاظم بن محمّدصادق قمی که از شعرا و نجبای قم بوده است. آقابزرگ تهرانی نوشته است:الفاضل الادیب الشاعر من تلامیذ القاضی سعید القمی، ذکره مع بعض شعره فی تذکرة آتشکده آذر.
5. ملاّمحمّدکریم که قاضی سعید در ۱۰۹۹ قمری در اصفهان اجازه ای به خطّ خود، در پشت نسخه ای از شرح توحید صدوق، برای او نگاشته است.
6. ملاّمحمّدکریم شریف قمی، وی در سنه ۱۰۹۷ رساله ای به نام تحفةالعشّاق در مباحث عرفانی و سلوکی نگاشته و ضمن آن به شاگردی خویش نزد آقامحمّدسعید شریف، شهیر به قاضی اشاره کرده است.او این رساله را گویا در پاسخ کتاب تحفةالابرار ملاّمحمّدطاهر قمی به رشته تحریر درآورده و نسخه اصل آن در کتابخانه مرکزی دانشگاه تهران به شماره ۳۷۵۱ نگهداری می شود.  شاید وی همان ملا محمد کریم قبلی باشد.
7. ملاّابوطالب شریف قمی، فرزند دیگر قاضی سعید که از علمای عصر خود در قم بوده است، از نگارشهای او حواشی بر امالی صدوق است که در محرم ۱۱۵۱ آن را به پایان رسانده است. وی فرزندی به نام محمّدعلی داشته که به نوبه خود از علمای قم شمرده می شده است.
8. صدرالدّین محمّدشریف رضوی قمی، فرزند بزرگ قاضی سعید قمی (م پس از ۱۱۸۴هـ.ق): وی از علما و متکلمان و مدرّسان برجسته قم بوده است و در روضه مقدّسه حضرت معصومه در مقبره سلاطین، اصول کافی را برای شاگردان و علاقه مندان تدریس می کرده است. از شاگردان او ملاّعبدالله شوشتری، نویسنده الاجازةالکبیرة است.

## درگذشت
او بین سال‌های ۱۱۰۰ تا ۱۱۰۷ قمری در قم درگذشت و قبرش در کنار حکیم هیدجی در ابتدای خیابان چهارمردان (انقلاب) قم و نزدیک مزار علی بن بابویه قرار دارد.